# Linia kolejowa Schlanstedt – Neudamm
Linia kolejowa Schlanstedt – Neudamm (niem. Rimpau-Bahn) - nieistniejąca obecnie wąskotorowa linia kolei polowej, która funkcjonowała między Schlanstedt a Neudamm w niemieckim landzie Saksonia-Anhalt. Linia była jednotorowa i niezelektryfikowana - wykorzystywano ją tylko do przewozu produktów rolnych, głównie cukru. Prześwit torów wynosił 600 mm.

## Historia
W 1839 r. Arnold August Wilhelm Rimpau założył cukrownię w Schlanstedt. Około roku 1860 wybudowana została kolej polowa Schlanstedt – Neudamm. Na obszarze pól buraków cukrowych między Schlanstedt i Neudamm od linii odgałęziało się pięć łuków skrętowych, które mogły być rozbudowane w razie potrzeby. Wagony ciągnięte były przez osły i konie. Ponieważ tory kolejowe nie były mocno przytwierdzone, w celu zmniejszenia ryzyka wykolejenia, zastosowano w wagonach specjalne koła o wzmocnionej konstrukcji.
Po 1945 roku cukrownia została zlikwidowana, w związku z czym zamknięto także linię kolejki. W późniejszym czasie torowisko zostało rozebrane.

## Przebieg
Linia rozpoczynała swój bieg w Neudamm. Biegła w kierunku południowym, a następnie wschodnim, prowadząc przez pola buraków cukrowych. Po dotarciu do Schlanstedt linia krzyżowała się jeszcze z Strube-Bahn, kończąc swój bieg na terenie cukrowni.